# Pfaffia aurata
Pfaffia aurata là loài thực vật có hoa thuộc họ Dền. Loài này được (Mart.) Borsch miêu tả khoa học đầu tiên năm 1995.